# Tui (Fluss)
Der Tui (russisch Туй) ist ein 507 km langer rechter Nebenfluss des Irtysch in der westsibirischen Oblast Omsk in Russland.

## Flusslauf
Der Tui enfließt gut 80 km Luftlinie nördlich der Stadt Tara dem Moorgebiet der Wassjuganje im Westsibirischen Tiefland, das er zunächst einige Dutzend Kilometer in fast nördlicher, dann in seinem gesamten weiteren Verlauf in insgesamt westsüdwestlicher Richtung durchquert. Dabei mäandriert er sehr stark. Er mündet schließlich etwa 8 km nordöstlich (flussaufwärts) der Siedlung städtischen Typs Tewris in den Irtysch.
Das Einzugsgebiet des Flusses umfasst 8490 km². Die bedeutendsten Nebenflüsse sind von links Kyrtowka (Länge 78 km) und Sik (74 km) sowie von rechts der Miss (125 km).
Der Abfluss 61 km oberhalb der Mündung beträgt im Jahresmittel 31,27 m³/s, bei einem maximalen monatlichen Mittel von 155 m³/s im Mai und einem minimalen monatlichen Mittel von 6,06 m³/s im März. Von Ende Oktober/erster Novemberhälfte bis Ende April/erster Maihälfte friert der Fluss zu.
Der Tui durchfließt ein wenig besiedeltes Gebiet. Die heutige einzigen Dörfer in Flussnähe liegen am Unterlauf (in Fließrichtung): Fjodorowka und Alexandrowka (Landgemeinde Alexandrowskoje), Jermilowka (Landgemeinde Jermilowskoje) sowie Jekaterinowka und Bitschili (Landgemeinde Jekaterininskoje). Sie haben zusammen gut 700 Einwohner. Die wenigen früher weiter flussaufwärts gelegenen Ortschaften, wie das nach dem Fluss benannte Tui oberhalb der Einmündung der Kyrtowka, wurden spätestens in den 1990er-Jahren aufgegeben.